# Epicharis iheringii
Epicharis iheringii är en biart som beskrevs av Heinrich Friese 1899. Epicharis iheringii ingår i släktet Epicharis och familjen långtungebin. Inga underarter finns listade i Catalogue of Life.